# Острова Таранцева
Острова Таранцева — небольшая группа островов в заливе Посьета Японского моря, в 360 м к юго-западу от м. Таранцева, северного входного мыса бухты Витязь. Названы в 1863 г. экспедицией подполковника КФШ В. М. Бабкина по фамилии капитана КФШ П. И. Таранцева, участника гидрографических работ в Балтийском море.
Острова вытянуты с запада на восток на 470 м. Проливы между островами около 10 м, мелководны, завалены глыбами и не проходимы даже для маломерного флота. Пролив между островами и материком глубокий, без рифов и скал. Архипелаг состоит из трёх безымянных островов. Самый восточный остров — самый крупный в архипелаге. Северные склоны его поросли широколиственным лесом. Центральный остров поменьше, покрыт кустарником и травой. На его вершине установлен навигационный светящийся знак. Западный островок самый маленький и скалистый, трава на нём растёт лишь местами. Берега островов обрывистые, скалистые, кое-где завалены глыбами. Протяжённость береговой линии 1,1 км.